# Francesc Mas i Abril

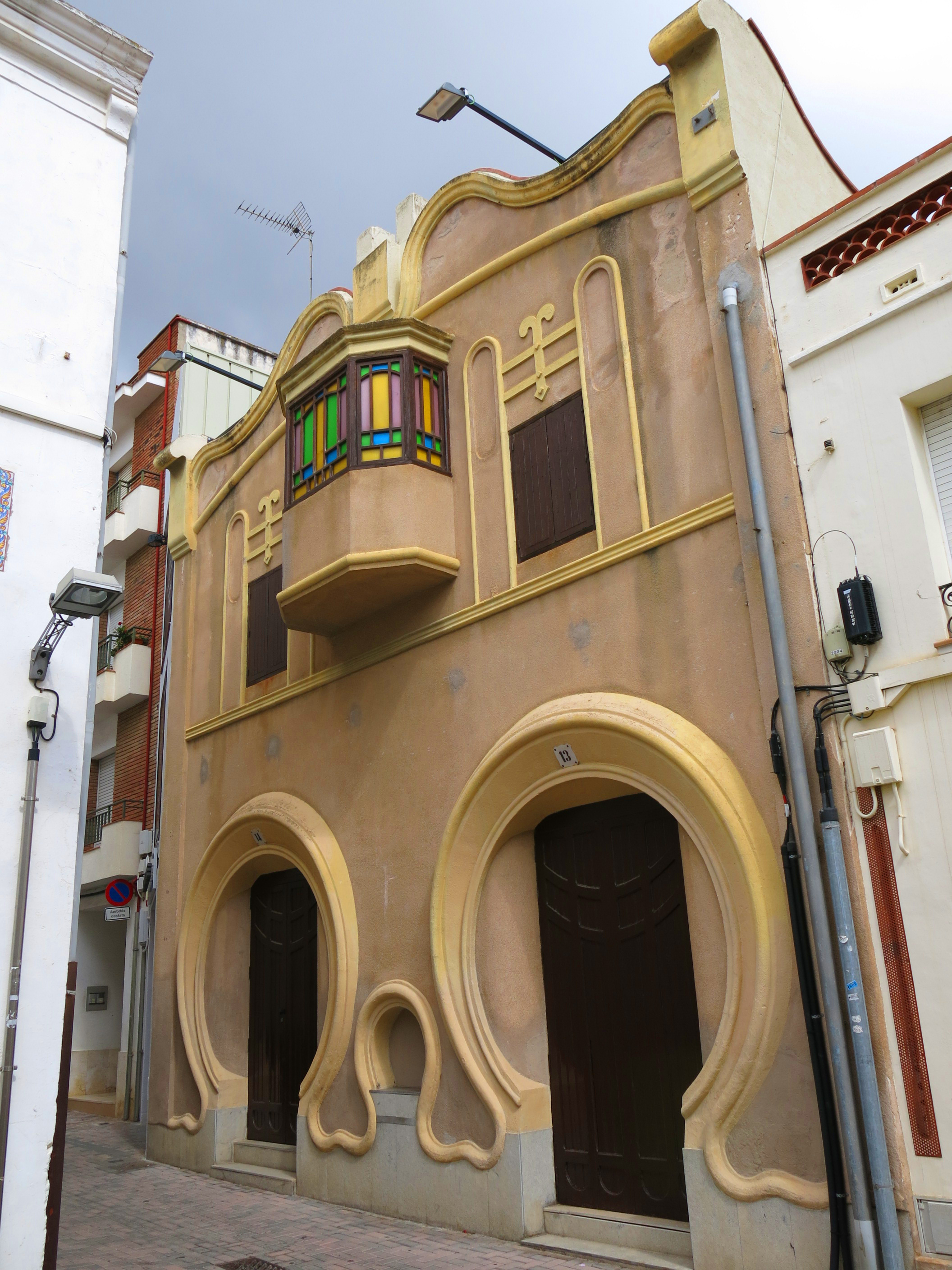
Teatre del Patronat Social Premianenc on Mas i Abril va actuar i presentar alguna de les seves obres.

Francesc Mas i Abril (Vilassar de Dalt, 1880 - Barcelona, 1960) fou un poeta, actor i escriptor de teatre català.

## Biografia
Francesc Mas i Abril nasqué a Vilassar de Dalt - 1880. va anar a viure a Premià de Mar quan tenia tres o quatre anys, a una casa del carrer Sant Miquel.
L'any 1907 va anar-se’n a viure a Terrassa, i en 1911 a Barcelona, on va fer de corredor de merceria d'una botiga propietat d'un fill de Premià de Mar. Atès que guanyava poc per mantenir la família –aleshores ja tenia muller i fills–, aviat va haver-se de buscar més representacions. Fou per aquelles dates que Mas i Abril renovà les seves antigues aficions, tornant a escriure en una revista de curta durada –tan sols n'aparegueren quatre números– anomenada Panteisme. També portà una secció anomenada “Recordatori”, que ell signava amb el pseudònim de Sincer en el Butlletí de l'Associació de Mercers, que es publicava a Barcelona, i que tenia com a objectiu glossar diversos artistes catalans.
A la ciutat comtal renovà igualment la seva passió pel teatre, tot formant una companyia d'actors afeccionats. Fou secundat pels mateixos industrials que en el seu negoci li van proporcionar el càrrec de corredor de vetes i fils. Sembla que van construir un escenari en una casa de Ciutat Vella, al carrer dels Cotoners, on representaren funcions teatrals. Allà s'estrenaren les obres d'en Mas i Abril, com Solets! (1917), –que fins i tot es va representar al teatre Romea de Barcelona–, o Gastrolatria. Altres peces teatrals anteriors, que restaren inèdites, com ara La trista fi de D. Jaume, A la font de l'amor i Vetllant la morta ignorem si s'arribaren a estrenar. Més modernament estrenà Imma (1950).
També va escriure la lletra de diversos goigs, com els de sant Ignasi de Loyola (1953) i els goigs de sant Cristòfol de la parròquia de Premià de Mar (1948), que va ser musicat per Mn. Francesc Baldelló i el dibuix Salvador Moragas Botey.
Francesc Mas i Abril va conèixer alguns dels intel·lectuals, artistes i actors de la seva època, com ara Ignasi Iglesies (que consta que el va anar a veure actuar en algunes obres d'afeccionats, com les de Mn. Josep Paradeda Sala, en les quals Mas col·laborava amb el Patronat Catequètic a Premià de Mar), Enric Borràs, Joaquim Biosca, Puig i Ferrater, Adrià Gual o Antoni Isern, jove poeta que es va acabar suïcidant al castell de Burriac.
Intel·lectualment cal situar Francesc Mas i Abril dins del moviment literari del Modernisme català, tot i que no el segueixi en tots els seus punts. Especialment rellevant va ser la seva relació amb els germans Cosme Vidal Rosich (“Josep Aladern”, “Kosmophilo”) i sobretot Plàcid Vidal Rosich, d'Alcover. Aquest darrer, en les seves obres, glossa sovint la figura de Mas i Abril, especialment en el recull de biografies Els singulars anecdòtics (1925), a L'assaig de la vida (1934) i en el pòstum El convencionalisme de la vida (1972).
Té dedicat un carrer a la població de Premià de Mar.

## Obra
Obrer de formació autodidàctica, formà part del grup de Cosme i Plàcid Vidal. En poesia publicà:
- La corona anyal (1924)
- Musa popular (1928)
- De cara a mar (1930)

En teatre: 
- Bàrbara Brava (1902),
- Soledats! (1917),
- Cura radical del mal de caixal (1919),
- Monòlech…ab cua (1919)
- Imma (1950).[4]